# Europameisterschaften im Bogenschießen 2014
Die Europameisterschaften im Bogenschießen 2014 wurden vom 21. bis 26. Juli in Etschmiadsin ausgetragen.

## Ergebnisse

### Recurvebogen
| Disziplin         | Gold                                                          | Silber                                                      | Bronze                                                          |
| ----------------- | ------------------------------------------------------------- | ----------------------------------------------------------- | --------------------------------------------------------------- |
| Männer Einzel     | Florian Kahllund                                              | Anton Prylepau                                              | Pierre Plihon                                                   |
| Frauen Einzel     | Tatjana Segina                                                | Natalia Leśniak                                             | Alicia Marin                                                    |
| Männer Mannschaft | Frankreich Jean-Charles Valladont Thomas Koenig Pierre Plihon | Deutschland Florian Kahllund Christian Weiss Simon Nesemann | Russland Bair Zybekdorschijew Alexei Nikolajew Bolot Zybschitow |
| Frauen Mannschaft | Frankreich Sophie Planeix Laura Ruggieri Aurélie Carlier      | Deutschland Karina Winter Elena Richter Lisa Unruh          | Polen Karina Lipiarska Justyna Mospinek Natalia Leśniak         |
| Mixed-Team        | Tatjana Segina / Bair Zybekdorschijew                         | Maja Jager / Nikolaj Wulff                                  | Alena Tolkatsch / Anton Prylepau                                |

### Compoundbogen
| Disziplin         | Gold                                                               | Silber                                                    | Bronze                                              |
| ----------------- | ------------------------------------------------------------------ | --------------------------------------------------------- | --------------------------------------------------- |
| Männer Einzel     | Peter Elzinga                                                      | Sergio Pagni                                              | Sebastien Peineau                                   |
| Frauen Einzel     | Swetlana Tscherkaschnewa                                           | Laura Longo                                               | Sarah Holst Sonnichsen                              |
| Männer Mannschaft | Niederlande Mike Schloesser Peter Elzinga Ruben Bleyendaal         | Türkei Ahmet Bacak Demir Elmaağaçlı Evren Çağıran         | Italien Sergio Pagni Federico Pagnoni Luigi Dragoni |
| Frauen Mannschaft | Russland Albina Loginowa Swetlana Tscherkaschnewa Natalja Awdejewa | Großbritannien Lucy O’Sullivan Andrea Gales Rikki Bingham | Türkei Yeşim Bostan Ecem Cansu Coşkun Gizem Kocaman |
| Mixed-Team        | Tanja Jensen / Martin Damsbo                                       | Albina Loginowa / Alexander Dambajew                      | Mike Schloesser / Jody Vermeulen                    |

## Medaillenspiegel
| Platz  | Land           | Gold | Silber | Bronze | Gesamt |
| ------ | -------------- | ---- | ------ | ------ | ------ |
| 1      | Russland       | 4    | 1      | 1      | 6      |
| 2      | Frankreich     | 2    | 0      | 2      | 4      |
| 3      | Niederlande    | 2    | 0      | 1      | 3      |
| 4      | Deutschland    | 1    | 2      | 0      | 3      |
| 5      | Dänemark       | 1    | 1      | 1      | 3      |
| 6      | Italien        | 0    | 2      | 1      | 3      |
| 7      | Belarus        | 0    | 1      | 1      | 2      |
| 7      | Polen          | 0    | 1      | 1      | 2      |
| 7      | Türkei         | 0    | 1      | 1      | 2      |
| 10     | Großbritannien | 0    | 1      | 0      | 1      |
| 11     | Spanien        | 0    | 0      | 1      | 1      |
| Gesamt | Gesamt         | 10   | 10     | 10     | 30     |